# رئوس مطالب یهودیت
دین, فلسفه و طریقت قوم یهود بر پایۀ قوانین عتیق موسی می‌باشد.

## تاریخ یهودیت
- خاست‌گاه یهودیت
- تاریخ یهود

### دوره پیش پادشاهی
- تاریخ قوم اسرائیل – قوم بنی‌اسرائیل از بازماندگان قبایلی هستند که ابتدا در حدود ۴۰۰۰ سال پیش در جنوب بین‌النهرین ساکن بوده‌اند، بعد به سرزمین کنعانیان(فنیقیهای‌ها)و سپس به مصر مهاجرت کرده‌اند.
- اسطوره اوگاریتی – منطقه شرق مدیترانه توسط مردمانی محل سکونت شد. ایشان زمینشان را کانانائوم نام گرفت.
- ادیان سامی باستانی – واژه دین‌های سامی باستان٬ شامل ادیان چندخدایی مردم سامی زبان شرق نزدیک و شمال شرقی آفریقا می‌شود.

### دوره سلطنت

#### پادشاهی متحده
- هیکل سلیمان – پرستش‌گاه اورشلیم بر اساس کتاب مقدس اولین معبد باستانی یهود بوده که در اورشلیم و یر روی تپه صهیون قرار داشته‌است تا زمانی که در سال ۵۸۷ قبل از میلاد توسط بخت النصر بابلی تخریب می‌شود.
- الوهیم – نام مفرد و جمع که در عبری باستان و مدرن معنی خدا یا خدایان می‌دهد.
- بعل – واژه سامی بمعنای سرور و آقا که در شرق مدیترانه باستان نام خدایان محافظ شهرها بود.
- طالوت – اولین پادشاه پادشاهی متحد اسرائیل بود.
- داوود – دومین شاه یهود.
- سلیمان – آخرین شاه پادشاهی متحد.

#### سلطنت داوود
| پادشاهی یهودا |

### بازگشت از اسارت
- عزرا
- نحمیا

### گسترش یهودیت قانون‌دار
یهودیت خاخامی
دیگر: تنائیم, آمورائیم, تلمود و مبدا مسیحیت
- اسیران یهودی در بابل
- اورشلیم
  - پرستش‌گاه اورشلیم
  - اورشلیم در یهودیت
- هیرود بزرگ
- سنهدرین
- فریسیان
- صدوقیان
- اسنی‌ها
- نخستین نبرد یهودیان با روم
- شورش بارکوخبا
- تاریخ یهودیت و مسلمانان
- ساباتیان
- هاسکالا
- رهایی قوم یهود
- هولوکاست
- علیا (صهیونیسم)
- تاریخ صهیونیزم
- تاریخ اسرائیل
- سرزمین اسرائیل
- جنبش بعل تشووه

## شاخه‌ها و تقسیمات
- یهودیت
- یهودیت خاخامی
  - فریسیان
- صدوقیان
- یهودیت ارتودوکس
  - حریدی
    - یهودیت حسیدی
    - ناتوری کارتا

  - صهیونیزم مذهبی
  - ارتودوکس مدرن
- یهودیت محافظه‌کار
- یهودیت اصلاحگرا
  - یهودیت پیشرونده
- بازسازی خواهی در یهودیت
- قرائیم
- سامری‌ها
- یهودیت بشردوستانه

## تلمود و قوانین شفاهی
- تورات شفاهی
  - تلمود
    - میشنا
      - تلمود اورشلیم
        - میشنا
          - گمارا
            - آگادا
            - ریشونیم
              - آکارونیم

      - تلمود
        - میشنا
          - گمارا
            - آگادا
            - ریشونیم
              - آکارونیم

  - توسفتا
  - میدراش
    - میدراش هالاخا
    - آگادا

  - فلسفه یهودی
  - کابالا
  - ادبیات موسار

### تفکر یهودی، عرفان و اخلاق
- آگادا:
- فلسفه یهودی:
  - فیلون اسکندرانی
  - اسحاق بن سلیمان اسرائیلی
- اسرار یهودیت-کابالا:
  - سفر یتزیرا
  - بحیر
  - زوهر
  - سفر رازیل هاملخ

### مناجات نامه
- سیدور ونماز (یهودیت)

## خاخامیت

### کارهای جئونیم
جئونیم خاخام سورا و پومبدیطا بابل (دولت‌شهر) (۶۵۰-۱۲۵۰) :
- سعادیا گائون
- سیدور

### تورات کلاسیک و تفسیر تلمود
تورات کلاسیک و/یا تفسیر تلمود توسط این اشخاص نگارش شده:
- جئونیم
  - سعادیا گائون, قرن دهم بابل
- ریشونیم
  - راشی
  - ابراهیم بن عزرا
  - موشه بن نحمان
  - اسحاق ابرونئیل (۱۴۳۷-۱۵۰۸)

## روزهای مقدس
- شبات
- روزهای مقدس اصلی
  - پسح
  - شاوت
  - روش هشانا
  - یوم‌کیپور
  - جشن سایه‌بان‌ها
  - سیمچات
  - شمینی آضرت
- روزهای مقدس فرعی
  - پوریم
  - حنوکا
  - سالروز استقلال اسرائیل
- روزه‌داری
  - هفدهم تموز
  - تیشا بآو
  - روزه استر
  - روزه گدالیا

## فلسفه و قضا
- فلسفه یهودی
- اصول ایمان یهود
- یهودیان به عنوان قوم برگزیده
- فرجام‌شناسی یهودی
  - گنوات دعات
  - قوانین هفت‌گانه نوح
- هلاخا
- تئولوژی هولوکاست
- کابالا
- کوشر
- مشیاح در یهودیت
- نامهای خدا در یهودیت
- قوانین هفت‌گانه نوح
- زداکاه(صدقه)
- صنیوت
- شاتنظ

## قانون
- یکتاپرستی
- قوانین هفت‌گانه نوح
- ده فرمان
- شولحان عاروخ

### جزا در تورات
- کارث
- سنگسار

## زندگی
- یهودی کیست
- بر میتسوا و بت میتسوا
- ختنه‌سوران
- ازدواج در یهودیت
- نیدا
- پیدیون هابن
- شیدوخ
- زود هباط
- کانورسیون

### شریعت در تغذیه و پوشش
- کوشر
  - حیوانات کوشر در یهودیت
  - ماهیهای کوشر در یهودیت
  - غذاهای کوشر
  - شراب کوشر
- ماشگیچ
- شیر و گوشت در یهودیت
- شچیتا (قربانی)
- هچشر
- بزی‌خواری در یهودیت

### عرفان و باطن
- -     - آرمیلوس
    - یأجوج و مأجوج
    - سال ۶۰۰۰
    - مسیح بن یوسف
    - مسیاح بر دروازه‌های روم
    - رده:متون کابالا

  - رده:کابالا
    - رده:چهار دنیا
    - رده:فرشته‌ها در یهودیت
    - ترتیب فرشتگان در یهودیت
    - رده:سفیروت

## نامهای خدا در یهودیت
- رده:یهوه
  - شمهمفوراش
- ال (خدا)
- El Roi
- El Shaddai
- الوهیم
- هستم آنکه هستم

## کتاب‌ها و شخصیت‌های مقدس
- چوماش
- تنخ
- تورات
- نوییم
- کتوویم

## مقالات و ادعیه در یهودیت
- منوره
- منورا
- ادعیه یهود
- سفر (تورات)
- نماز (یهودیت)
- شمع ییسرائل
- شوفار
- تالیت
- تفیلین
- کیپا

## تعامل با سایر ادیان و فرهنگ ها
- دین ابراهیمی
- مسیحیت و یهودیت
  - یهود-مسیحی
- یهودیت موعودباور
- مورمونیسم
- اسلام و یهودیت